# مسييه 58
م58 أو مسييه 58 (بالإنجليزية:Messier 58 أوM58 أو NGC 4579) هي مجرة حلزونية ذات ضلع تبعد عن الأرض نحو 68 مليون سنة ضوئية عن الأرض وهي تتبع كوكبة العذراء. اكتشفها الفلكي الفرنسي شارل مسييه عام 1779 صاحب فهرس مسييه الذي كان يسجل فيه المذنبات المعروفة آنذاك والتي اكتشفها بنفسه، وأعطاها رقم 58.
وقد اكتشف مستعران عظيمان في المجرة مسييه 58 هما SN 1988A الذي اكتشف في 18 يناير 1988 و SN 1989M الذي اكتشف في 28 يونيو 1989.

## مواصفات المجرة مسييه 58
- اتساعها: 5.9 دقيقة قوسية * 4.7 دقيقة قوسية.
- اللمعان: 9.6 قدر ظاهري.
- السرعة الخارجية 1500 كيلومتر في الثانية.
- انزياح أحمر: 1520 كيلومتر/ثانية.
- تبعد عن الأرض: 68 مليون سنة ضوئية.
- تنتمي إل عنقود العذراء المجري (Virgo Cluster).

## مستعرات عظمى اكتشفت بها
يدرس العلماء الفلكيون مستعرين أعظمين في المجر ة إم58.
. المستعرات تحدث عنما ينفجر أحد النجوم بسبب تقدمه في العمر. المستعر الأعظم الأول وهو من النوع مستعر أعظم نوع 2 سمي
SN 1988A واكتشفه كاورو إكييا، و "روبرت إفانز " و "كريستيان بولاس" و "شينغو هوريغوشي في 18 يناير 1988.
يظهر المستعر بتألق مقداره 5و13 قدر ظاهري عند مركزه. ثم اكتشف مستعر أعظم نوع 1أ في عام 1989 وسمي SN 1989M ، وكان اكتشافه بواسطة عالم الفلك «كيميريدزي» في يوم 28 يونيو 1989.
هذا المستعر يتميز بتألق قدره 2و12 قدر ظاهري عند نواته.

## صور
.

|  |

## اقرأ أيضا
- مجرة إهليجية
- مجرة حلزونية
- مجرة
- قزم أبيض
- عملاق أحمر
- نجم
- الانفجار العظيم
- خط زمني للانفجار العظيم
- نجم نيوتروني
- ثقب أسود

## وصلات خارجية
- موقع الكون